# The Inbetweeners (serie de televisión de Estados Unidos)
The Inbetweeners (en Latinoamérica, Del montón) es una serie televisiva estadounidense desarrollada por Brad Copeland para MTV. El primer episodio estuvo protagonizado por Joey Pollari, Bubba Lewis, Mark L. Young, Zack Pearlman, Frnka Alex y Brett Gelman. La serie fue un remake de la serie original británica del mismo nombre, escrita y creada por Damon Beesley e Iain Morris, que son los productores ejecutivos de la nueva versión, junto a Copeland, Aaron Caplan y Lauren Corra. El espectáculo se estrenó en MTV el 20 de agosto de 2012 y recibió críticas negativas. En julio de 2012 se propuso el proyecto de una remake de la película original The Inbetweeners, pero tras la cancelación de la serie en Estados Unidos debido a la escasa promoción realizada por parte de MTV dicho proyecto queda en duda.

## Reparto
- Bubba Lewis como Simon Cooper.
- Zack Pearlman como Jay Cartwright.
- Joey Pollari como Will McKenzie.
- Mark L. Young como Neil Sutherland.
- Alex Frnka como Carli D'Amato.
- Brett Gelman como Mr. Gilbert
- Kirby Bliss Blanton como Charlotte Allen.

## Episodios
1. Pilot
2. Sunshine Mountain
3. Club Code
4. The Wrong Box
5. The Masters
6. Class Clown
7. Crystal Springs
8. The Field Trip
9. Fire!
10. Reading Gives You Wings
11. Spa Time
12. The Dance